# Rozpoznanie walką
Rozpoznanie walką (rozpoznanie bojem, ang. reconnaissance in force) – rodzaj natarcia, a także sposób przeprowadzenia rozpoznania taktycznego przez wydzielone siły i środki na formacje nieprzyjaciela znajdującego się w bezpośredniej styczności z wojskami własnymi, mający na celu zdobycie najbardziej wiarygodnych informacji.
Prowokuje przeciwnika do ujawnienia ugrupowania i potencjału bojowego, zamiarów jego wojsk, zmuszając go do reagowania na prowadzone natarcie. 
Ten rodzaj natarcia powinien zmusić przeciwnika do ujawnienia rzeczywistych pozycji lub punktów oporu, systemu zapór ogniowych. Ma ono na celu również zdobycie dokumentów, nowych typów uzbrojenia i sprzętu oraz wzięcie jeńców. Rozpoznanie walką prowadzi się w czasie przygotowywania działań lub w trakcie ich trwania, gdy zdobycie pożądanych informacji innymi sposobami jest niemożliwe. 
Po wykonanym zadaniu, siły prowadzące rozpoznanie walką mogą blokować przeciwnika, atakować lub wycofać się zgodnie z otrzymanym zadaniem.
Dowódcy mogą prowadzić rozpoznanie walką samodzielnie lub na rozkaz wyższych przełożonych.